# Dies irae
Dies irae (Latijn voor "dag van toorn") zijn de eerste woorden van de sequentia uit de Latijnse mis voor overledenen (requiem) van de buitengewone vorm van de rooms-katholieke eredienst, waarmee ook meestal naar de gehele sequentia wordt verwezen. In de gewone vorm van de rooms-katholieke eredienst wordt het dies irae gezongen of gelezen als hymne in het Getijdengebed in de 34e week door het jaar. Ten gevolge van liturgische bepalingen van het Tweede Vaticaans Concilie is het dies irae echter formeel uit de rooms-katholieke dodenmis geschrapt.
Van de tekst wordt aangenomen dat deze uiterlijk in de 13e eeuw is ontstaan, maar mogelijk is deze veel ouder. Sommige bronnen schrijven de oorspronkelijke versie toe aan Paus Gregorius I (overleden in 604), Bernardus van Clairvaux (1090–1153) of Bonaventura (1221–1274). Soms wordt aangenomen dat de definitieve versie rond 1250 werd geschreven door Thomas van Celano. De tekst wordt beheerst door angst en huiver voor Gods laatste oordeel over de overledenen. Deze tekst wordt omwille van die sfeer niet vaak meer uitgevoerd in de eigentijdse uitvaartliturgie.

## Toonzetting
Verschillende componisten hebben het dies irae getoonzet. Tot de bekendere versies behoren die van Wolfgang Amadeus Mozart, Requiem in d-klein, KV 626 uit 1791, en die van Giuseppe Verdi uit 1874. Deze worden vooral gekenmerkt door harde, snelle muziek, vooral het begin van Verdi's Dies irae.

### Gregoriaans motief
Het thema van de oorspronkelijke Gregoriaanse versie is door veel componisten als motief gebruikt in (profane) muziek, zoals  Berlioz in zijn Symphonie fantastique, Saint-Saëns in de Danse macabre en Mahler in zijn Tweede Symfonie en Derde Symfonie. Franz Liszts Totentanz is een reeks variaties geheel gebaseerd op het openingsthema van het dies irae. Sergej Rachmaninov gebruikte het in bijna al zijn werken.

## Tekst
1. Dies irae, dies illa
Solvet saeclum in favilla,
Teste David cum Sibylla.
2. Quantus tremor est futurus,
Quando judex est venturus,
Cuncta stricte discussurus!
3. Tuba mirum spargens sonum
Per sepulcra regionum,
Coget omnes ante thronum.
4. Mors stupebit et natura,
Cum resurget creatura,
Judicanti responsura.
5. Liber scriptus proferetur,
In quo totum continetur,
Unde mundus judicetur.
6. Judex ergo cum sedebit,
Quidquid latet apparebit.
Nil inultum remanebit.
7. Quid sum miser tunc dicturus?
Quem patronum rogaturus,
Cum vix justus sit securus?
8. Rex tremendae majestatis
qui salvandos salvas gratis
salva me, fons pietatis
9. Recordare, Jesu pie,
Quod sum causa tuae viae:
Ne me perdas illa die.
10. Quaerens me, sedisti, lassus;
Redemisti crucem passus;
Tantus labor non sit cassus.
11. Juste Judex ultionis,
Donum fac remissionis
Ante diem rationis.
12. Ingemisco tanquam reus,
Culpa rubet vultus meus;
Supplicanti parce, Deus.
13. Qui Mariam absolvisti,
Et latronem exaudisti,
Mihi quoque spem dedisti.
14. Preces meae non sunt dignae,
Sed tu, bonus, fac benigne,
Ne perenni cremer igne.
15. Inter oves locum praesta,
Et ab haedis me sequestra,
Statuens in parte dextra.
16. Confutatis maledictis
Flammis acribus addictis,
Voca me cum benedictis.
17. Oro supplex et acclinis,
Cor contritum quasi cinis,
Gere curam mei finis.
18. Lacrimosa dies illa,
Qua resurget ex favilla
Judicandus homo reus.:
Huic ergo parce, Deus:
19. Pie Jesu Domine:
Dona eis requiem. Amen.
1. Dag des toorns, o die dag
zal de wereld in de as vergaan
zoals voorzegd door David en de Sibylle.
2. Hoeveel beving is toekomende
wanneer de rechter zal komen
om alles streng te oordelen
3. De bazuin, een zonderling geschal verspreidend
over de graven van alle landstreken,
zal allen vóór de troon ontbieden.
4. Dood en leven zullen verstommen,
wanneer de schepping zal herrijzen
om zijn rechter rekenschap te geven.
5. Het boek met aantekeningen zal worden aangebracht
waarin alles staat opgetekend
waarop de wereld zal geoordeeld worden.
6. Als dan de rechter zetelen zal,
zal al wat verborgen is verschijnen,
niets zal ongewroken blijven.
7. Wat zal ik, ellendige, dan te zeggen hebben,
welke pleiter zal ik vragen,
als zelfs de rechtvaardige nauwelijks zeker is?
8. Vorst met geduchte majesteit,
die genadig heelt wie verdient geheeld te worden,
red ook mij, bron van genade!
9. Gedenk, lieve Jezus,
dat ik de reden van uw komst ben,
laat mij die dag dan niet verloren gaan.
10. Op zoek naar mij, zijt gij vermoeid gaan zitten,
hebt mij vrijgekocht door uw lijden aan het kruis,
laat zulk lijden niet vergeefs zijn.
11. Rechtvaardige Rechter der Wrake,
schenk mij de gave der vergiffenis,
nog vóór de dag der rekenschap.
12. Ik zucht, als de zondaar die ik ben,
van de schuld kleurt mijn aangezicht rood,
God, wees deze smekeling genadig!
13. Gij, die Maria van schuld hebt bevrijd,
en die de rover hebt verhoord,
hebt ook mij hoop gegeven.
14. Mijn gebeden zijn niet waardig,
maar gij, die goed zijt, wees mild en maak
dat ik niet verteerd word door het eeuwig vuur.
15. Bereid mij een plaats tussen uw schapen,
zonder mij af van de bokken,
en laat mij staan aan uw rechterzijde.
16. Wanneer de vervloekten zijn verslagen
en aan de verterende vlammen prijsgegeven,
roep mij dan onder de gezegenden.
17. Ik bid u, deemoedig en neergeknield,
en mijn hart bijna tot as gekrompen,
draag zorg voor mij in mijn laatste uur.
18. Die tranenrijke dag,
waarop uit zijn as verrijzen zal
de zondige mens, om geoordeeld te worden.
19. Ontzie dan deze mens, mijn God;
Here Jezus lief,
schenk hen de rust. Amen.
(vertaling: G. Debognies)

## Trivia
- De Duitse band Subway to Sally gebruikte de eerste twee regels als refrein in hun nummer Tag der Rache.[5]
- De televisieserie Father Dowling Mysteries, over een priester annex detective, had als titelmelodie een variatie op de eerste vier noten van het dies irae.
- Vers 2 tot en met 4b is (achterstevoren) gebruikt voor de monnikenzang in de eerste hoofdshow (1978 - 1989) van het spookslot in de Efteling.
- Het komt ook meerdere keren voor in de beroemde eerste lange science-fiction-film Metropolis van Fritz Lang uit 1927.
- Dies irae is de beginmuziek van de film The Shining van Stanley Kubrick.